# Йотова, Илияна
Илияна Малинова Йотова (болг. Илияна Малинова Йотова; род. 24 октября 1964 года, София) — болгарский государственный и политический деятель, вице-президент Болгарии с 22 января 2017.

## Биография
Родилась 24 октября 1964 года в Софии.
Окончила филологический факультет Софийского университета в 1989 году.
С 1991 по 1997 год работала на Болгарском национальном телевидении.
С 7 мая 2000 года являлась членом высшего совета Болгарской социалистической партии, с 6 января 2006 года была заместителем председателя софийской городской организации БСП.
В 2005 году была избрана депутатом 40 созыва Народного собрания Болгарии. В 2007 году была избрана депутатом Европарламента.
На президентских выборах в ноябре 2016 года выдвигалась в паре с кандидатом на пост президента Руменом Радевым. 22 января 2017 года вступила в должность вице-президента.

## Семья
Замужем за врачом Андреем Йотовым, в браке родился сын.